# Amara Traoré
Pour les articles homonymes, voir Traoré.
Amara Traoré est un footballeur sénégalais né le 25 septembre 1965 à Saint-Louis (Sénégal). Il a joué pour de nombreuses équipes, notamment Bastia, Le Mans, Gueugnon et Metz.

## Biographie

### Parcours en club
Arrivé en France, au SC Bastia, en 1988, il réalise une bonne première saison en finissant meilleur buteur du club (12 buts). Après deux saisons en Corse, il rejoint Le Mans puis le FC Gueugnon.
Lors de ses deux premières saisons chez les Forgerons, il est l'un des grands artisans du maintien du club en D2. La saison 1994-1995 reste dans les annales : le club finit troisième et monte en D1. Traoré marque 23 buts et est l'un des meilleurs joueurs du championnat. Pour ses débuts dans l'élite, il connait une saison plus difficile marquée par la redescente immédiate du club.
En 1996, il s'engage pour le FC Metz où il reste une saison et finit cinquième de D1. Il va ensuite jouer à LB Châteauroux puis quelques mois à Al-Wahda, aux Émirats arabes unis.
De retour à Gueugnon en janvier 1999, il va connaître deux belles saisons, avec la victoire en Coupe de la Ligue 2000 face au PSG et son titre de meilleur buteur de Ligue 2 (17 buts) comme points d'orgue.
En 2003, il prend sa retraite de joueur à presque 38 ans. Son bilan personnel en carrière est de 133 buts en 386 matchs.

### Carrière internationale
Son premier match avec les « Lions de la Téranga » du Sénégal est un succès puisque la sélection gagne 2 à 0 face à la Grèce. Il a au total joué à 36 reprises avec l'équipe du Sénégal, et a participé à la Coupe du monde 2002 qui se déroulait au Japon et en Corée du Sud.

### Reconversion en entraineur
Devenu entraîneur, il est tout d'abord l'adjoint d'Abdoulaye Sarr à la tête des Lions de la Teranga entre 2005 et 2006.
Il est ensuite nommé entraîneur de La Linguère de Saint-Louis en 2007. Depuis son arrivée dans le club, celui-ci a gagné la Coupe du Sénégal 2007, le championnat de D2 (2007) et joue en Coupe de la CAF 2008.
Il est nommé sélectionneur des Lions du Sénégal le 15 décembre 2009 avec Abdoulaye Sarr et Mayacine Mar comme adjoints. À la suite des résultats catastrophiques à la Coupe d'Afrique des Nations 2012 (trois défaites en trois matchs, élimination au premier tour), il est remercié le 7 février 2012.
En mars 2013, il est nommé entraîneur de Kaloum Star en Guinée.

## Palmarès joueur

### En club
- Vainqueur de la Coupe de la Ligue en 2000 avec le FC Gueugnon

### En équipe du Sénégal
- 36 sélections et 14 buts entre 1987 à 2002
- Vainqueur de la Coupe Amílcar Cabral en 1991 et en 2001
- Participation à la Coupe d'Afrique des Nations en 2002 (Finaliste)
- Participation à la Coupe du Monde en 2002 (1/4 de finaliste)

### Distinction individuelle
- Meilleur buteur de Ligue 2 en 2000 (17 buts) avec le FC Gueugnon

## Palmarès entraîneur

### En club
- Champion du Sénégal en 2009 avec l'ASC Linguère
- Vainqueur de la Coupe du Sénégal en 2007 avec l'ASC Linguère
- Champion du Sénégal de Division 2 en 2007 avec l'ASC Linguère

### Avec l'équipe du Sénégal
- Participation à la Coupe d'Afrique des Nations en 2006 (4e)

### Distinction individuelle
- Élu meilleur technicien de la saison 2007[2]